# Bannières
Bannières är en kommun i departementet Tarn i regionen Occitanien i södra Frankrike. Kommunen ligger i kantonen Lavaur som tillhör arrondissementet Castres. År 2022 hade Bannières 211 invånare.

## Befolkningsutveckling
Antalet invånare i kommunen Bannières
| Referens: INSEE |